# Saison 2016-2017 de l'Union sportive dacquoise
La saison 2016-2017 de l'Union sportive dacquoise est la treizième saison du club landais en seconde division du championnat de France, la huitième consécutive depuis son retour au sein de l'antichambre de l'élite du rugby à XV français.
L'équipe évolue cette saison de Pro D2 sous les directives de Patrick Furet et Raphaël Saint-André, de son directeur sportif Jérôme Daret, ainsi que sous la supervision d'un nouveau président, en la personne de Philippe Celhay. 15e au terme du précédent exercice, elle est repêchée cette saison en Pro D2 à la suite de la procédure de la DNACG de relégation administrative du Tarbes PR.

## Avant-saison

### Transferts estivaux

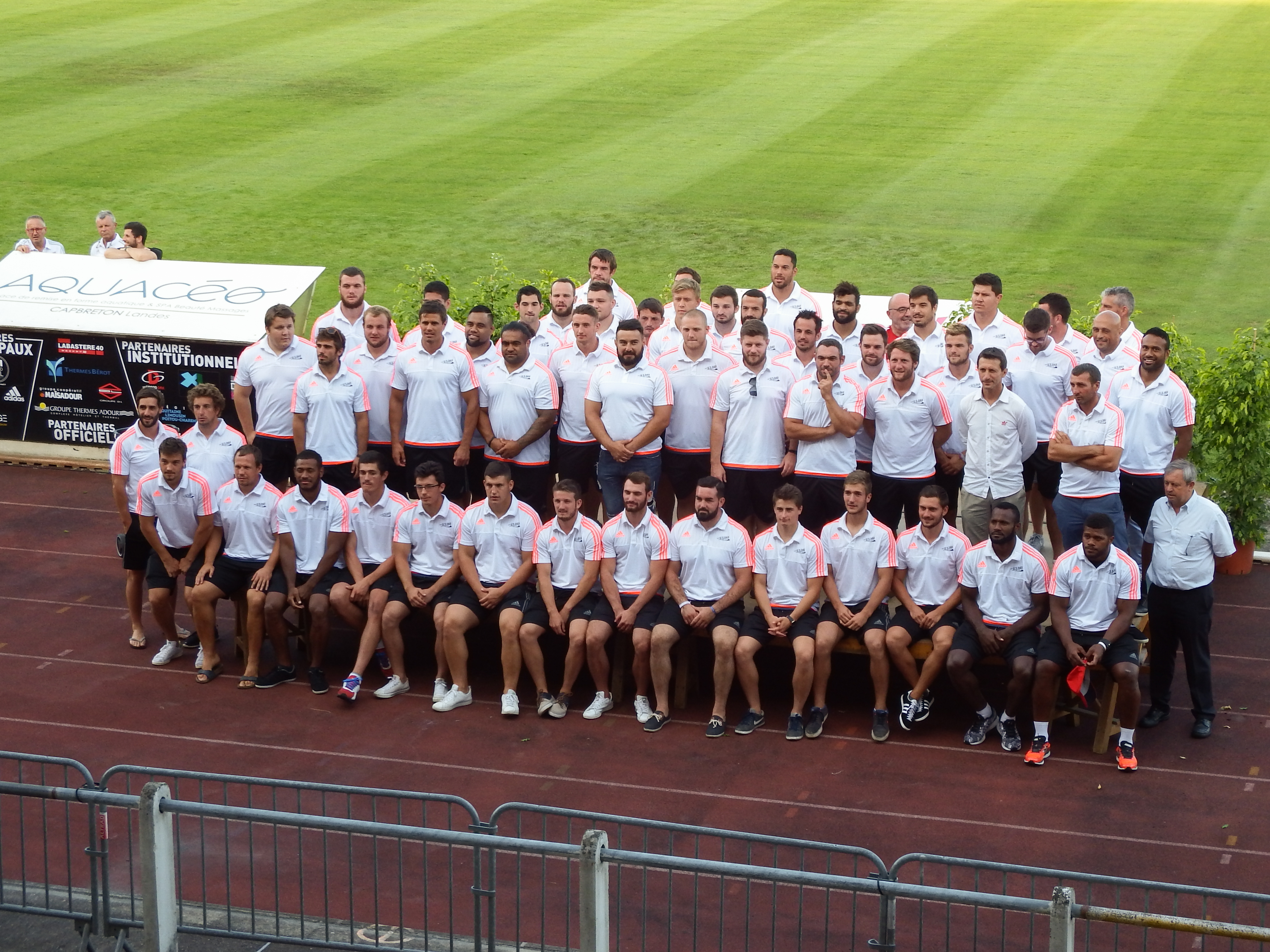
L'équipe est présentée aux supporteurs le 3 8 au stade Maurice-Boyau.

Alors que le recrutement n'est pas encore dévoilé, le président Jean-Christophe Goussebaire, en poste depuis une saison, dévoile officiellement le 9 juin 2016 sa démission. En effet, après avoir présenté plus tôt ses projets à moyen terme au conseil de surveillance du club nécessitant une augmentation sensible du budget, l'aspect budgétaire est rejeté par le conseil à l'issue d'intenses négociations, compromettant l'ensemble du projet et conduisant à la démission du président. Les deux autres membres du directoire renoncent également à rester à leur poste. Un nouveau directoire composé de trois membres est annoncé : Philippe Celhay, alors président des sections amateurs et membre du conseil de surveillance du club, Bernard Trémont, ancien joueur de l'USD et dirigeant, et Gilbert Ponteins, ancien président professionnel de 2002 à 2012. Cette association, officialisée le 13 juin 2016 est destinée à travailler ensemble dans l'immédiat, avant d'évoluer vers la désignation d'un président unique. Le directoire est finalement présidé par Philippe Celhay.

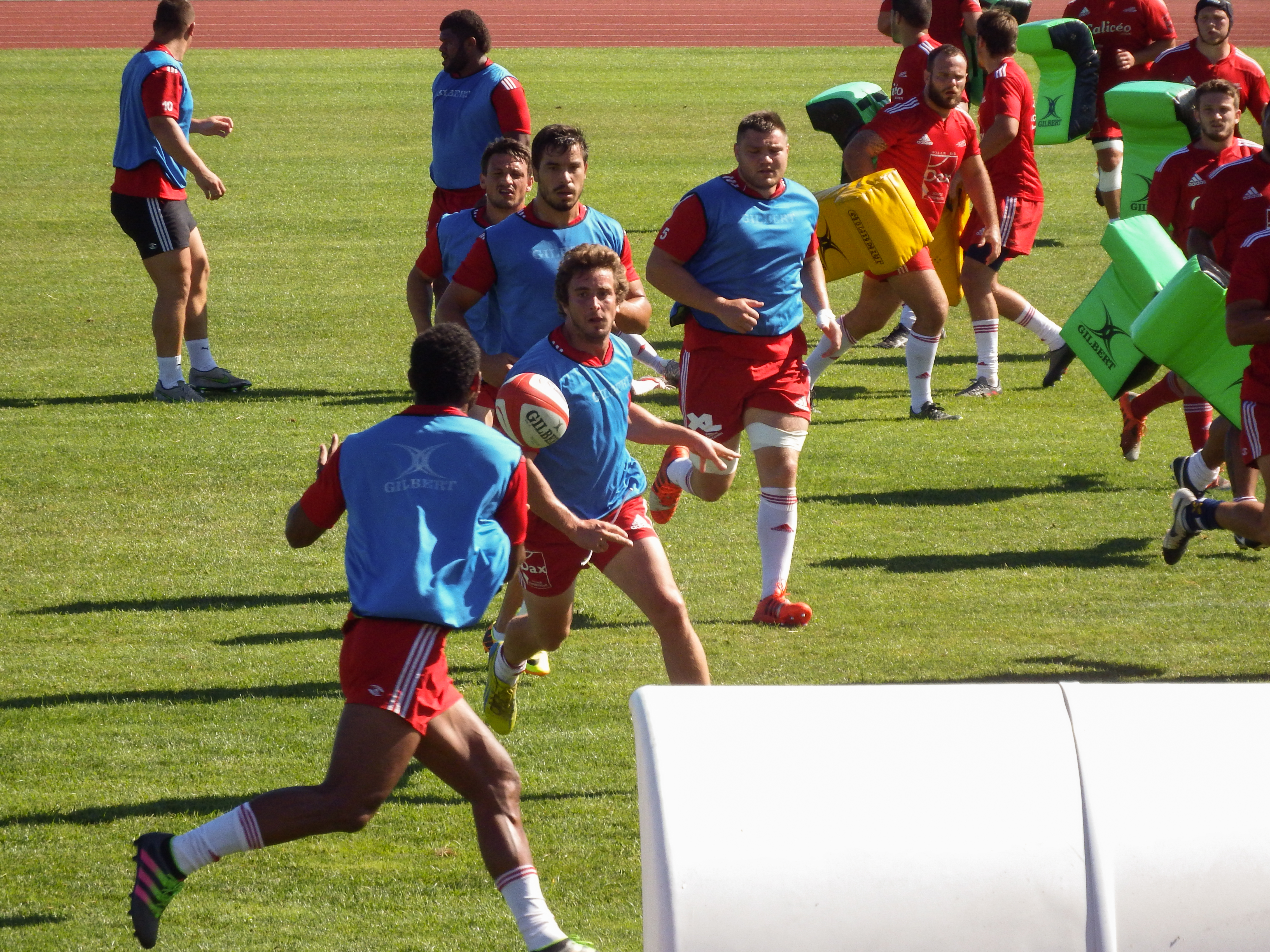
Le nouvel effectif lors d'une des séances d'entraînement estivales, sur le terrain principal du stade Colette-Besson.

Le 17 juin, le club officialise le nouvel effectif formé pour la saison 2016-2017. Trois recrues rejoignent ainsi les rangs de l'USD : le Sud-Africain Vickus Liebenberg, deuxième ligne dont le départ du Stade montois pour l'US Dax est acté fin mai, le troisième ligne écossais Jamie Swanson arrivant de l'US Bergerac, ainsi que l'arrière français Nicolas Cachet en provenance de l'AS Mâcon. Le centre de formation est également complété par l'arrivée de Bertrand Perez depuis l'Aviron bayonnais. L'effectif de la saison précédente reste relativement stable, reconduit à plus de 80 %.
Plusieurs cadres sont cependant laissés libres de tout contrat, comme Mickaël Bert, Matthieu Bourret, Anthony Salle-Canne et Julien Peyrelongue ; les deux premiers rejoignent respectivement le SA Hagetmau et le Céret sportif. Tandis que Germain Garcia et Alexandre Derrien s'écartent de la pratique professionnelle du rugby pour reprendre leurs études (le second s'engageant avec l'ASVEL rugby), Rémy Chies et Alexis Neisen quittent le club, non-reconduits à l'issue de leur période de formation ; le second s'engage en Fédérale 1 avec l'Avenir castanéen. Les départs sont complétés par ceux de Martin Dreyer et Gerónimo Albertario après une saison au sein du club rouge et blanc : tandis que le joueur sud-africain rentre dans son pays pour évoluer avec les Blue Bulls, l'argentin rejoint le championnat espagnol en signant avec le Ordizia RE.
L'ensemble des autres joueurs sont alors prolongés, entre autres le talonneur Maxime Delonca signant un nouveau de contrat de trois ans à l'issue de la saison précédente, l'ancien joker médical Thomas Ceyte pour une année plus une optionnelle, Arnaud Pic pour un an,, ainsi que Sakiusa Bureitakiyaca, Pierre Justes, Pierre Choinard et Boris Béthéry pour des durées non communiquées. Le sort de trois d'entre eux, Guillaume Devade, Aisea Koliavu et Thibaut Lesparre, est réglé plus tardivement pendant l'intersaison, alors sous condition de l'arrivée de nouveaux sponsors ; le premier signe un contrat de deux saisons.
Si le nombre d'arrivées arrêté lors de la présentation officielle de l'effectif est arrêté à trois, le club recherche toujours des profils potentiels pour les postes de pilier et de deuxième ligne. Paea Fa'anunu, déclaré un an plus tôt inapte à la pratique du rugby par le personnel du FC Grenoble et dont le profil est étudié au mois de juin 2016 par l'USA Perpignan, effectue ainsi des tests physiques et médicaux avec l'USD à la fin du mois d'août ; sa signature pour une saison est officialisée le 1er septembre 2016.

### Préparation de la saison

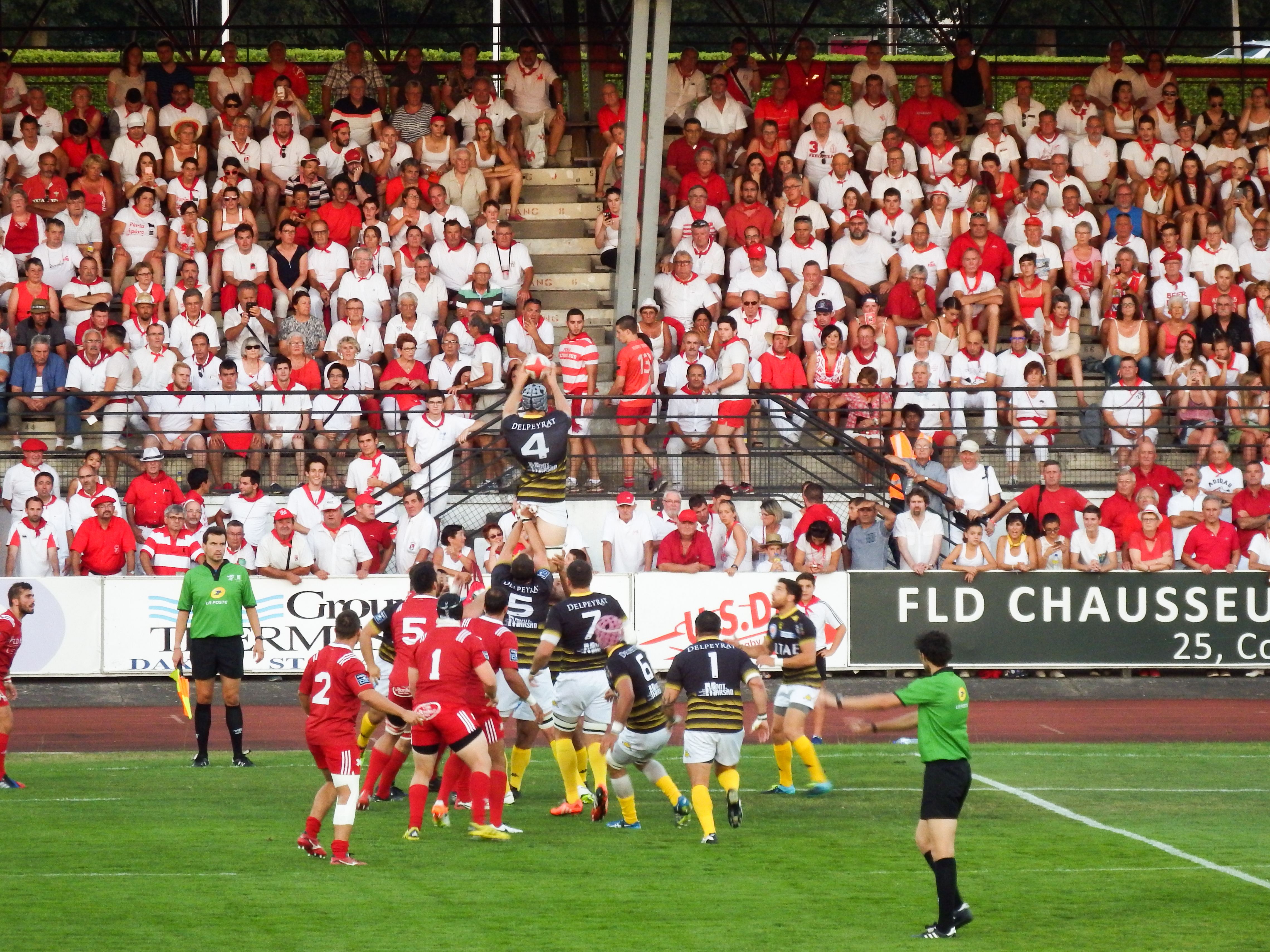
Le traditionnel match amical joué pendant les fêtes de Dax se joue cette année contre le Stade montois.

La reprise de l'entraînement est planifiée le 27 juin 2016 pour les joueurs rouge et blanc,, tandis que l'ensemble de l'effectif est présenté aux abonnés le 3 août 2016.
Le programme des matchs amicaux est dévoilé en même temps que la composition du nouvel effectif : l'US Dax rencontre ainsi le Biarritz olympique au stade Rémy-Goalard, puis le Sporting nazairien, pensionnaire de Fédérale 1, et dispute le match de la féria contre son voisin, le Stade montois,. Après une première victoire contre leurs voisins basques sur le score de 26-17, le second match est annulé en raison des déboires financiers touchant alors le club de Loire-Atlantique. Les Dacquois terminent leur série de matchs amicaux sur une courte défaite 31-35.
Le calendrier de la saison 2016-2017 de Pro D2 est dévoilé par la Ligue nationale de rugby le 16 juillet. L'US Dax débute ainsi le championnat contre le Stade aurillacois au stade Maurice-Boyau, suivi du derby landais chez le Stade montois lors de la 2e journée ; le match retour à Dax se joue lors de l'avant-dernière journée.

## Saison régulière

### Championnat

#### Journées 1 à 5
Pour l'ouverture du championnat, l'US Dax accueille le Stade aurillacois, finaliste du dernier exercice. Après une ouverture du score par les locaux, les deux équipes inscrivent chacun un essai. Le reste du score n'évoluera que par l'intermédiaire de coups de pied de pénalités ; malgré les multiples assaults des Cantaliens en fin de match, alors que l'écart comptable est très resserré, la défense dacquoise tient jusqu'au terme de la rencontre . Ils remportent ainsi devant leur public leur première rencontre sur le score de 20-19,.
Les Dacquois se déplacent chez leurs voisins montois disputer leur premier match à l'extérieur. Après un carton rouge reçu pour un plaquage cathédrâle en début de rencontre par l'ouvreur de la préfecture, les rouge et blanc prennent à plusieurs reprises l'avantage mais encaissent directement la réaction de leurs homologues jaune et noir, inspirée par les fautes et nombreux ballons perdus. Ainsi, malgré leurs quatre essais inscrits et leur supériorité numérique sur le terrain, les visiteurs s'inclinent finalement sur le score de 33-29, décrochant dans les derniers instants le point de bonus défensif, après avoir entrevu une victoire à cinq points,.
Les joueurs rouge et blanc enchaînent un second déplacement, chez l'USA Perpignan. Pendant la première mi-temps, les visiteurs sont pénalisés à deux reprises d'un carton jaune, avant d'encaisser un essai après le retentissement de la sirène. Ils réagissent cependant dès le retour des vestiaires en inscrivant rapidement un essai ; plus disciplinés qu'en première période, les Dacquois s'imposent ainsi sur la pelouse des Catalans pour un résultat final de 14-16, par l'intermédiaire de pénalités converties. Ce résultat marque la première victoire à l'extérieur de la saison de l'US Dax, après seulement trois journées disputées,.
Pour leur retour à domicile, les Dacquois accueillent l'US Oyonnax, également prétendant aux demi-finales. Ils perdent rapidement la maîtrise de la rencontre, encaissant deux essais dans le premier quart d'heure, mais réduisant l'écart en convertissant les pénalités concédées par les Oyonnaxiens. Ces derniers marquent néanmoins un troisième essai avant le retour aux vestiaires. En seconde période, l'indiscipline des visiteurs est punie par plusieurs cartons jaunes et pénalités, permettant aux rouge et blanc de reprendre l'avantage, entre autres par l'intermédiaire d'un essai en supériorité numérique, pour finalement s'imposer 28-25. Cette victoire conforte ainsi la 3e place du classement acquise une semaine plus tôt, alors que l'USD partageait même la place de leader du championnat avant la clôture de cette journée,.
Dans le cadre de la dernière rencontre du premier bloc du championnat, c'est une équipe dacquoise remaniée qui s'incline lourdement sur le terrain du CS Bourgoin-Jallieu. Après avoir fait jeu égal pendant les vingt premières minutes, les Berjalliens inscrivent trois essais durant le reste de la première mi-temps, alors que les Dacquois rentrent bredouilles, malgré une phase de jeu de dix minutes sur l'en-but adverse. Une fois le bonus offensif sécurisé par les locaux à la sortie des vestiaires, le cours de la partie se stabilise jusqu'à la fin du match, seulement marqué par un essai landais sur la sirène pour conclure sur le score de 35-13,.

#### Journées 6 à 10
Au retour de la trêve, les Landais accueillent le promu breton alors bien classé, le RC Vannes, et proposent une prestation à deux visages. Après un début de rencontre laborieux dont le score est seulement marqué des coups de pied de pénalités, les locaux trouvent la brèche pour inscrire un premier essai, suivi avant l'heure de jeu par deux nouveaux succès, permettant d'asseoir la domination au score et le bonus offensif. Malgré cela, les joueurs bretons marquent alors rapidement trois essais et réduisent ainsi l'écart, entrevoyant même un retournement de situation. Les rouge et blanc gardent néanmoins le contrôle de la fin de la partie, garantissant leur courte victoire de 33-27,.
En déplacement chez le Soyaux Angoulême XV, second promu de cette édition de Pro D2, les rouge et blanc prennent l'avantage sur la pelouse d'Angoulême pendant la majorité de la première mi-temps, avant d'être repris au score juste avant le retour aux vestiaires. À partir de là, ils n'inscriront plus aucun point pendant que leurs homologues se mettent à l'abri et scellent ainsi leur victoire devant leur public sur le score de 29-14,.
En clôture de la 8e journée au stade Maurice-Boyau, après deux matchs compliqués disputés contre les deux promus de cette saison 2016-2017, l'US Dax accueille le Biarritz olympique, avec un objectif commun pour les deux équipes : s'installer à nouveau dans le peloton de tête du classement, sous peine de rester dans le ventre mou. Lors de ce derby basco-landais, les Dacquois s'imposent alors avec le bonus offensif : avec un bilan de cinq essais inscrits contre un encaissé, pour un score final de 41-16, ils assurent ainsi une victoire écrasante contre leurs voisins qui laissent le score s'écouler surtout en seconde mi-temps,.
Dans le cadre du déplacement du dimanche suivant, le groupe dacquois est largement remanié en comparaison de celui ayant battu le Biarritz olympique quelques jours plus tôt, de nombreux espoirs et membres du centre de formation étant alignés, parfois titularisés pour la première fois. Sur le terrain du Colomiers rugby, cet effectif rajeuni voit leurs hôtes mettre la main sur le cours du jeu, inscrivant successivement trois essais en première mi-temps. Si les rouge et blanc s'accrochent au score sur coup de pied de pénalité, pointant ainsi à six unités de retard peu après le retour des vestiaires, les Columérins marquent ensuite trois essais en l'espace de dix minutes, afin de remporter une victoire sans appel sur le score de 46-22
,.
Dans le cadre de la dernière rencontre avant la trêve internationale, mettant en scène la réception de l'US Montauban, l'effectif dacquois bénéficie du retour de plusieurs joueurs mis au repos lors du week-end précédent. Malgré l'importance de ce match à domicile pour éviter de glisser dans le classement, les locaux tiennent timidement tête à leurs homologues pendant la première mi-temps. Ces derniers prennent plus largement l'avantage, avec une avance de dix points à l'heure de jeu. L'écart se réduit ensuite après un essai inscrit par les Landais, qui ne convertiront pas ensuite les occasions de renverser le cours de jeu, s'inclinant finalement 21-24 pour la première fois de la saison à Maurice-Boyau,.

#### Journées 11 à 15
L'US Dax reprend le championnat après la pause automnale en se déplaçant chez le RC Narbonne, ces derniers s'imposant rapidement en première mi-temps en marquant quatre essais contre aucun pour leurs adversaires. Si les Dacquois répondent dès le début de la seconde période, les deux équipes protagonistes restent ensuite muettes quasiment jusqu'à la fin de la rencontre, et l'écart reste trop important : les Audois s'imposent alors 31-16 ainsi avec le bonus offensif,.
Les rouge et blanc reçoivent ensuite, en match décalé du jeudi soir, le SU Agen. De la même manière que la semaine précédente, la rencontre disputée par les joueurs de l'USD présente plusieurs visages. Après un premier essai inscrit par les Agenais en moitié de première période, la réponse des locaux est immédiate avec une autre réalisation derrière les poteaux quelques minutes plus tard, permettant ainsi à la pause de conserver un score quasiment nul. Les Lot-et-garonnais assoient ensuite leur domination par l'intermédiaire d'un nouvel essai mais aussi de nombreux coups de pied de pénalité de convertis. Alors que le sort du match semble scellé avec un écart de seize points à moins de dix minutes de la sirène, les Dacquois ne lâchent pas le cours de la partie et marquent deux essais en l'espace de moins de cinq minutes. Malgré une fin de match d'une forte intensité, ce retour ne suffit pas à renverser la situation et ils s'inclinent ainsi à domicile sur le score final de 30-32, synonyme de bonus défensif obtenu en fin de rencontre,.
Pour leur seconde réception d'affilée, les rouge et blanc s'inclinent contre le SC Albi. Malgré une supériorité numérique récurrente due à trois cartons jaunes pour le compte des Tarnais, et après une première-mi-temps peu productive, les joueurs de l'USD ne parviennent à reprendre l'avantage dans la partie ; les visiteurs assurent finalement la conclusion de la rencontre pour l'emporter 19-23,. Cette seconde défaite à domicile en huit jours, mais également troisième défaite à domicile et cinquième échec successif tous terrains confondus, réduit l'avance engrangée en début de saison, et plonge encore plus le XV landais dans le bas du classement qui se resserre. Cette mauvaise dynamique coïncide entre autres avec des blessures localisées sur les postes de talonneur et de deuxième ligne, obligeant parfois à établir des feuilles de match avec un banc de touche moins diversifié. De plus, une mauvaise dynamique tend à s'installer, voyant les performances dacquoises se dessiner seulement au bout de 40 minutes de jeu, à l'exemple des réceptions d'Agen et d'Albi, réduisant alors les chances de l'emporter.
Après cette nouvelle défaite de rang, l'US Dax se déplace chez l'US Carcassonne, considérée comme sa « bête noire », et également à la recherche de points au classement après deux défaites consécutives. Les Audois infligent ainsi une lourde défaite à leurs visiteurs landais, s'imposant sur le score sans appel de 36-0 avec cinq essais à la clé,.
La rencontre entre l'US Dax et l'AS Béziers, faisant l'objet de l'ultime journée de la phase aller du championnat, et précédent la pause des fêtes hivernales, marque également un nouveau duel entre mal classés de la division, avec pour objectif l'éloignement de la zone rouge. Pour les visiteurs du soir, elle est aussi soulignée par la mise à l'écart de ses entraîneurs quelques jours plus tôt. Devant le public de Maurice-Boyau, les Landais concrétisent les quelques ballons à disposition en première mi-temps, tandis qu'ils défendent celles des Héraultais afin d'obtenir une marge de sept points à la pause. S'ils encaissent plus tard un premier essai relançant le cours du match, ils réagissent immédiatement pour inscrire le troisième essai pour le compte de l'USD de la partie et faire évoluer le score à 23-13 à vingt minutes du terme de la confrontation ; il n'évoluera plus et permet ainsi aux locaux de briser une chaîne de six défaites consécutives et de compter sept points d'avance au classement sur l'AS Béziers, premier relégable pour le reste de l'année,.

#### Journées 16 à 20
Les Dacquois reprennent la saison et entament la phase retour par un déplacement sur la pelouse du Biarritz olympique. La première mi-temps reste équilibrée, les visiteurs inscrivant les deux premiers essais de la rencontre dont un inscrit deux minutes de jeu après le coup d'envoi, suivi par la réaction des locaux permettant un score quasi nul à la mi-temps. Les Biarrots prennent ensuite l'ascendant sur leurs homologues rouge et blanc, plus particulièrement à compter de l'heure de jeu, inscrivant deux essais en l'espace de dix minutes, notamment grâce à leur paquet d'avants, et s'imposant sur le score de 30-18 ; ils prennent ainsi leur revanche sur la défaite subie sur le score de 41-16 à l'aller, sur le terrain dacquois,.
Le début de la rencontre suivante, mettant en jeu la réception d'une équipe remaniée de Columérins réputée en difficulté à l'extérieur ces dernières journées, est marquée dès le premier quart d'heure par deux essais des joueurs de l'USD. Les visiteurs s'emploient ensuite à diminuer l'écart entre les deux équipes, sans franchir néanmoins la ligne d'en-but ; les locaux maîtrisent la gestion du score et gardent l'avantage, en s'imposant 18 à 12, profitant au passage des défaites conjuguées de plusieurs concurrents au maintien,.
Contre la lanterne rouge berjallienne, les Dacquois enchaînent avec une seconde réception consécutive. En début de rencontre, ils se montrent aussi incisifs qu'une semaine plus tôt. Après un second essai pour les Landais, les Isérois répondent immédiatement en passant à leur tour la ligne d'en-but. Le score continue ensuite d'évoluer avec un sans-faute des deux buteurs du soir, parfois avec un écart très serré, mais qui reste à l'avantage des locaux, s'imposant finalement 30-22,.
Le championnat se poursuit ensuite pour les rouge et blanc en Bretagne, dans le cadre d'un nouveau duel entre concurrents au maintien. Les deux équipes proposent une première mi-temps disputée et un score nul à la pause. À la reprise, les fautes des Vannetais profitent aux Dacquois, en particulier sur leur essai marqué permettant de prendre une avance confortable de treize points. Les locaux se montent ensuite bien plus dangereux, bien que la finition ne soit pas au rendez-vous ; ils inscrivent cependant un essai à dix minutes du terme de la rencontre. La défense de l'USD réussit tout de même à maintenir son avantage, finalement figé sur le score de 16-22. Cette nouvelle victoire à l'extérieur permet de compter, à la trêve internationale, onze points d'avance au classement sur la zone de relégation,.
Accueillant les Narbonnais, les Dacquois sont rapidement surpris et manquent de confirmer aisément leur dernière série de matchs. S'ils reprennent la main sur le score à la pause après un essai encaissé dans les premières minutes, la seconde mi-temps ne tourne pas à leur avantage : les Audois récupèrent leur avance, qu'ils conservent jusqu'au terme de la partie malgré un retour tardif des Landais qui s'inclinent donc 18-22 à domicile,.

#### Journées 21 à 25
Le déplacement à suivre des Landais prend place chez une équipe à l'actualité mouvementée : le SC Albi, après une défaite à domicile contre le RC Vannes, concurrent direct au maintien, voit la place de ses entraîneurs remise en question avant d'être confirmée, le tout suivi d'une autogestion des joueurs pour les entraînements de la semaine, de leur propre initiative. Dans cette atmosphère, et alors que les joueurs de l'USD ont eux-mêmes leur précédent résultat à corriger, ce sont les locaux qui profitent de cette confrontation pour se montrer sous un meilleur visage : ils marquent en effet un total de sept essais devant leur public contre une équipe dacquoise dépassée dans tous les secteurs de jeu, la partie s'achevant sur le lourd score de 52-7,.
Après cette importante déconvenue, les rouge et blanc réagissent à domicile contre Soyaux-Angoulême, ce qui leur permet même d'entrevoir un potentiel bonus offensif à l'heure du jeu. Cependant, le jeu est à partir de ce moment à l'avantage des Charentais, qui remontent au score et décrochent finalement un point de bonus défensif sur la sirène, tandis que les Landais préservent ceux de la victoire 27-22,.
Sur le terrain de Béziers, l'US Dax livre une prestation similaire à celle dispensée deux semaines plus tôt, en étant surclassée par ses hôtes qui s'imposent sur le score de 52-17 ; de la même manière que lors du dernier match extérieur joué chez les Albigeois, en plus d'une importante défaite subie, les Landais sont doublés au classement par leurs adversaires du soir,.
Le deuxième ligne international Joseph Tu'ineau s'étant cassé le bras lors du match joué en Bretagne, la question d'un joker médical pour le remplacer est indécise : alors qu'il est dans un premier temps jugé être « un peu tard » pour engager un joueur supplémentaire, plusieurs joueurs sont finalement testés. La signature de Pierre Maurens, deuxième ligne du FC Auch, est ainsi officialisée le 10 mars.
Après deux déplacements à la conclusion sans équivoque, les Dacquois se rendent chez des Agenais, pour une affiche encore plus désiquilibrée à la vue du classement du championnat. Le début de la partie confirme ce premier pronostic, avec un premier essai des locaux dans les cinq minutes du jeu et un bonus offensif virtuel après une première demi-heure. Le résultat est pourtant loin d'être définitif, l'écart au score se resserant par la suite avec deux essais dacquois, scellant la partie sur le score de 28-23, bonifiée uniquement pour les visiteurs. Malgré un point au classement acquis chez un prétendant aux phases finales, le club landais voit son avance se rédurie drastiquement à quatre points sur la zone de relégation avant une semaine de trêve,.
Au retour de la pause, l'US Dax joue une rencontre à enjeux et au déroulement très disputée contre l'USA Perpignan : les deux équipes, à égalité à la mi-temps, mènent successivement au score pendant la partie. Les Dacquois reprennent l'avantage en fin de partie, puis démontrent une phase de défense décisive sur sa ligne d'en-but pour empêcher les Catalans de l'emporter après la sirène. Les locaux remportent ainsi une victoire 24-18 et assurent ainsi à domicile de précieux points au classement,.

#### Journées 26 à 30
Sur le terrain du leader oyonnaxien, les Dacquois s'inclinent logiquement sans toutefois démériter : ouvrant le score dès l'ouverture de la rencontre, ils montrent un visage accrocheur pendant les vingt premières avant de subir la réaction des locaux qui prennent alors largement l'avantage ; de la même manière, les visiteurs reviennent à six points de leurs adversaires du soir, puis cèdent à plusieurs reprises, les joueurs de l'US Oyonnax assurant définitivement leur victoire bonifiée avec un score final de 46-26,.
À quatre journées du terme du championnat, les joueurs de l'USD accueillent leur « bête noire » carcassonnaise, ces derniers étant éliminés depuis une semaine de la course aux phases finales. Les rouge et blanc, malgré la pression, enregistrent un bon début de match et inscrivent trois essais pendant la première heure de jeu ; la dynamique s'effoufle alors et permet aux Audois de remonter au score et de priver leurs adversaires du bonus offensif, mais trop tardivement pour basculer le résultat final. Le club dacquois compte alors grâce à cette victoire 25-12 une marge de dix points d'avance sur Albi, premier relégable, et se rapproche ainsi fortement du maintien,.
En déplacement chez l'US Montauban, les joueurs de l'US Dax ont toujours leur destin en main et peuvent assurer leur but dès la fin de cette journée. Les locaux, également motivés par leur propre objectif de phase finale, sont largement en tête à l'issue de la première période, comptant presque trente points d'avance à la 45e minute, mais voient les visiteurs se transcender, ces derniers inscrivant trois essais et entrevoyant même une victoire improbable plus tôt. Les joueurs montalbanais résistent en définitive à la dynamique des Landais et assurent la victoire, 40-31, sans laisser de bonus défensif à leurs adversaires,.
De la même manière qu'une semaine plus tôt, les Dacquois affrontent un nouveau prétendant aux demi-finales, cette fois-ci pour la réception des Montois. Les défenses des deux équipes neutralisent longtemps les assauts de chacun de leur adversaire, comme l'atteste le score étriqué de 12-6 à la 70e minute. Pour conclure ce derby joué sous un climat d'issue incertaine, les joueurs de la sous-préfecture dacquoise marquent un essai cinq minutes avant le terme de la rencontre, portant un écart assez important au score pour mettre les points de la victoire à l'abri et par la même occasion assurer son maintien en Pro D2, une journée avant la fin du championnat ; le dernier essai des visiteurs ne changera en effet pas l'issue de la partie, avec un résultat final de 17-13,.
Pour clore la phase régulière du championnat, la rencontre entre les clubs d'Aurillac et de Dax est la seule ne présentant aucun enjeu en vue des demi-finales et de la relégation. La partie se termine logiquement sur le score de 54-19, avec un total de onze essais inscrits par les deux équipes,. Ce dernier match de la saison est l'occasion de faire évoluer un grand nombre de jeunes du centre de formation.

### Transferts durant la saison
L'US Dax enregistre un mouvement dans son effectif pendant le déroulement de la saison : le deuxième ligne Pierre Maurens est recruté en tant que joker médical pour pallier les blessures à son poste.

### Détail des matchs officiels
L'US Dax dispute 30 rencontres officielles durant la saison, participant au championnat de 2e division.

### Classement et statistiques
L'US Dax termine le championnat à la quatorzième place avec 13 victoires, 0 nul et 17 défaites. Avec sept points de bonus supplémentaires, le club dacquois totalise 59 points,, soit trois de plus que le premier relégable, le SC Albi. Avec quatre défaites à domicile contre deux victoires à l'extérieur, il présente un bilan négatif au classement britannique.
L'USD finit douzième attaque du championnat ainsi qu'en termes d'essais marqués avec 61 unités. Sur le plan défensif, elle finit avant-dernière défense ainsi qu'au nombre d'essais encaissés en laissant 91 fois sa ligne d'en-but franchie. Les joueurs de l'US Dax sont la huitième équipe plus disciplinée de la division, accumulant pendant la saison 33 cartons jaunes pour 0 rouges.
| Rang | Club                    | J  | V  | N | D  | Bo | Bd | Pm  | Pe  | Diff | Pts |
| ---- | ----------------------- | -- | -- | - | -- | -- | -- | --- | --- | ---- | --- |
| 1    | US Oyonnax (R)          | 30 | 19 | 0 | 11 | 7  | 7  | 790 | 637 | +153 | 90  |
| 2    | SU Agen (R)             | 30 | 18 | 2 | 10 | 5  | 6  | 780 | 624 | +156 | 87  |
| 3    | US Montauban            | 30 | 19 | 0 | 11 | 6  | 4  | 726 | 533 | +193 | 86  |
| 4    | Stade montois           | 30 | 17 | 0 | 13 | 6  | 9  | 738 | 588 | +150 | 83  |
| 5    | Biarritz olympique      | 30 | 18 | 0 | 12 | 5  | 4  | 730 | 637 | +93  | 81  |
| 6    | USA Perpignan           | 30 | 16 | 1 | 13 | 9  | 4  | 744 | 589 | +155 | 79  |
| 7    | Colomiers Rugby         | 30 | 17 | 1 | 12 | 5  | 3  | 760 | 593 | +167 | 78  |
| 8    | Stade aurillacois       | 30 | 15 | 0 | 15 | 5  | 5  | 689 | 712 | -23  | 70  |
| 9    | US Carcassonne          | 30 | 14 | 1 | 15 | 3  | 3  | 648 | 642 | +6   | 64  |
| 10   | AS Béziers              | 30 | 13 | 0 | 17 | 7  | 4  | 694 | 667 | +27  | 63  |
| 11   | RC Vannes (P)           | 30 | 12 | 2 | 16 | 2  | 7  | 659 | 735 | -76  | 61  |
| 12   | RC Narbonne             | 30 | 14 | 1 | 15 | 3  | 0  | 616 | 746 | -130 | 61  |
| 13   | Soyaux Angoulême XV (P) | 30 | 13 | 1 | 16 | 2  | 5  | 565 | 686 | -121 | 61  |
| 14   | US Dax                  | 30 | 13 | 0 | 17 | 1  | 6  | 647 | 845 | -198 | 59  |
| 15   | SC Albi                 | 30 | 12 | 2 | 16 | 1  | 4  | 641 | 781 | -140 | 57  |
| 16   | CS Bourgoin-Jallieu     | 30 | 4  | 1 | 25 | 1  | 6  | 452 | 864 | -412 | 17¹ |

¹ Le conseil supérieur de la DNACG prononce à l'encontre du CS Bourgoin-Jallieu un retrait de huit points à l'issue de la 15e journée du championnat pour « non-respect des engagements pris à l'égard de la DNACG au titre de son budget 2016-2017 », « incohérence entre le budget actualisé de la saison 2015-2016 présenté à la commission d'appel de la FFR en juillet 2016 et les comptes définitifs au 30 juin 2016 », et « révocation du sursis prononcé par la commission d'appel de la FFR dans sa séance du 25 septembre 2014 à la suite d'une précédente décision de retrait de points de la DNACG portant sur la saison 2014-2015 », respectivement pour cinq, un et deux points. Après un appel du club à titre suspensif, les points retirés sont réintégrés au classement jusqu'à la confirmation de retrait sur décision de la commission d'appel de la FFR en date du 29 mars 2017.
|  | Champion de France de Pro D2, promu en Top 14 (no 1).                                                                   |
|  | Participation aux phases finales de barrage pour déterminer le vice-champion, promu en Top 14 (no 2, no 3, no 4, no 5). |
|  | Relégation en Fédérale 1 (no 15 et no 16).                                                                              |
|  | R : relégués 2016 • P : promus 2016                                                                                     |

Attribution des points : victoire sur tapis vert : 5, victoire : 4, match nul : 2, défaite : 0, forfait : -2 ; plus les bonus (offensif : 3 essais de plus que l'adversaire ; défensif : défaite par 5 points d'écart ou moins; les deux bonus peuvent se cumuler).
Règles de classement : 1. points terrain (bonus compris) ; 2. points terrain obtenus dans les matches entre équipes concernées ; 3. différence de points dans les matches entre équipes concernées ; 4. différence entre essais marqués et concédés dans les matches entre équipes concernées ; 5. différence de points générale ; 6. différence entre essais marqués et concédés ; 7. nombre de points marqués ; 8. nombre d'essais marqués ; 9. nombre de forfaits n'ayant pas entraîné de forfait général ; 10. place la saison précédente.

## Joueurs et encadrement technique

### Encadrement technique

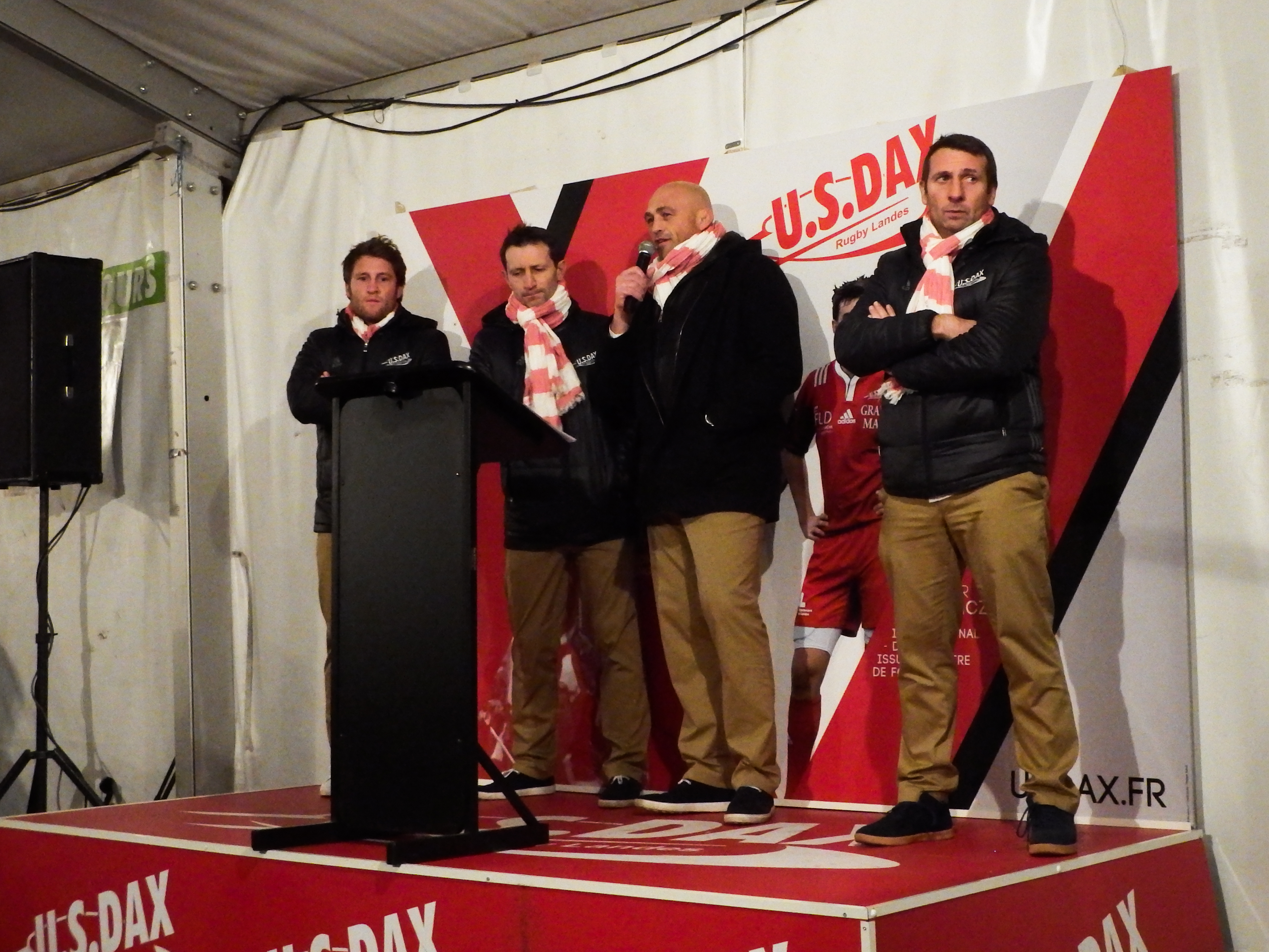
Le capitaine Guillaume Devade, le directeur sportif Jérôme Daret, et les entraîneurs Patrick Furet et Raphaël Saint-André lors de la présentation des vœux du Nouvel An.

L'équipe est entraînée cette saison par Patrick Furet et Raphaël Saint-André, respectivement aux postes d'entraîneur des avants et des arrières. Jérôme Daret occupe le poste de directeur sportif.
Sous contrat depuis le dernier exercice, pour une durée de deux saisons, la place du tandem d'entraîneurs est confirmée avant la fin de cette première.

### Effectif professionnel
Au lancement de la saison 2016-2017, l'US Dax totalise un nombre de 34 joueurs sous contrat professionnel. 29 d'entre eux étaient présents dans le groupe lors de la saison précédente.
Le capitaine désigné à l'ouverture du championnat est le troisième ligne Olivier August,,, qui entame sa quatrième saison d'affilée au sein du club dacquois qui est également son club formateur ; il occupait déjà ce rôle de manière ponctuelle pendant les deux saisons précédentes,,. En son absence due à une sévère inflammation du genou, le brassard de capitaine est remis à Joseph Tu'ineau ; pendant ses sélections internationales en automne, il est lui-même remplacé par Anthony Coletta, Simon Ternisien et Thomas Ceyte. L'international tongien récupère son rôle à l'issue de la tournée, bien qu'il le partage avec Guillaume Devade, capitaine récurrent la saison précédente, lors du retour de blessure de ce dernier pour le dernier match de la phase aller. Olivier August porte également le rôle de capitaine lors de son retour sur les terrains au mois de février. Boris Béthéry se voit également attribuer ponctuellement ce rôle.
Durant le championnat, un mouvement vient modifier l'effectif dacquois : le deuxième ligne Pierre Maurens est engagé en tant que joker médical au mois de mars.
| Nom                   | Poste                  | Date de naissance | Nationalité sportive | Statut int. | Club précédent        | Arrivée au club | Fin de contrat | Formé au club |
| --------------------- | ---------------------- | ----------------- | -------------------- | ----------- | --------------------- | --------------- | -------------- | ------------- |
| Pierre Choinard       | Pilier                 | 12 novembre 1991  | France               | -           | Peyrehorade sports    | [ Note 5 ]      | 2018           | oui           |
| Romain David          | Pilier                 | 21 avril 1982     | France               | -           | FC Grenoble           | 2014            | 2017           | -             |
| Thibaud Dréan         | Pilier                 | 6 janvier 1992    | France               | -           | Stade rochelais       | 2010            | -              | oui           |
| Paea Fa'anunu         | Pilier                 | 4 novembre 1988   | Tonga                | oui         | Castres olympique     | 2016            | 2017           | -             |
| Faitotoa Asa          | Pilier                 | 30 décembre 1986  | Nouvelle-Zélande     | -           | Randwick DRUFC        | 2015            | -              | -             |
| Elizbar Kuparadze     | Pilier                 | 2 avril 1984      | Géorgie              | oui         | RC Massy              | 2015            | 2017           | -             |
| James Lakepa          | Pilier                 | 4 juin 1980       | Samoa                | -           | USO Nevers            | 2015            | 2017           | -             |
| Boris Béthéry         | Talonneur              | 8 juillet 1983    | France               | -           | Union Bordeaux Bègles | 2012            | 2018           | -             |
| Maxime Delonca        | Talonneur              | 29 avril 1988     | France               | -           | USA Perpignan         | 2014            | 2019           | -             |
| Kévin Firmin          | Talonneur              | 20 avril 1992     | France               | -           | Section paloise       | 2015            | 2017           | -             |
| Grégory Bernard       | Deuxième ligne         | 24 février 1984   | France               | -           | Tarbes PR             | 2014            | 2017           | -             |
| Thomas Ceyte          | Deuxième ligne         | 13 février 1991   | France               | -           | AS Béziers            | 2016            | 2017 (2018)    | -             |
| Vickus Liebenberg     | Deuxième ligne         | 20 février 1985   | Afrique du Sud       | -           | Stade montois         | 2016            | -              | -             |
| Pierre Maurens [JM]   | Deuxième ligne         | 3 novembre 1992   | France               | -           | FC Auch               | 2017            | 2017           | -             |
| Joseph Tu'ineau       | Deuxième ligne         | 18 août 1981      | Tonga                | oui         | Lyon OU               | 2015            | -              | -             |
| Olivier August        | Troisième ligne aile   | 11 août 1985      | France               | -           | SA Hagetmau           | 2013            | -              | oui           |
| Martín Chiappesoni    | Troisième ligne aile   | 30 septembre 1990 | Argentine            | oui         | Atlético del Rosario  | 2015            | 2018           | -             |
| Anthony Coletta       | Troisième ligne aile   | 25 avril 1989     | France               | -           | CA Brive              | 2010            | -              | oui           |
| Aisea Koliavu         | Troisième ligne aile   | 15 janvier 1991   | Fidji                | -           | Marist RFC            | 2015            | -              | -             |
| Jamie Swanson         | Troisième ligne centre | 1er juillet 1992  | Écosse               | -           | US Bergerac           | 2016            | -              | -             |
| Charlie Ternisien     | Troisième ligne aile   | 27 février 1984   | France               | -           | Union Bordeaux Bègles | 2012            | 2018           | -             |
| Arnaud Pic            | Demi de mêlée          | 21 novembre 1985  | France               | -           | Stade montois         | 2014            | 2017           | -             |
| Thibaut Lesparre      | Demi de mêlée          | 22 août 1992      | France               | -           | -                     | 2001            | -              | oui           |
| Romain Lacoste        | Demi d'ouverture       | 29 mars 1987      | France               | -           | US Tyrosse            | 2015            | -              | -             |
| Ignacio Mieres        | Demi d'ouverture       | 6 avril 1987      | Argentine            | oui         | Worcester Warriors    | 2015            | -              | -             |
| Guillaume Devade      | Centre                 | 23 mars 1987      | France               | -           | Stade rochelais       | 2012            | 2018           | -             |
| Apisai Naqalevu       | Centre                 | 21 août 1989      | Fidji                | -           | [ Note 6 ]            | 2015            | -              | -             |
| Simon Ternisien       | Centre                 | 1er avril 1987    | France               | -           | Stade montois         | 2011            | 2018           | -             |
| Sakiusa Bureitakiyaca | Ailier                 | 2 février 1992    | Fidji                | -           | Marist RFC            | 2014            | -              | -             |
| Julien Dechavanne     | Ailier                 | 5 décembre 1989   | France               | -           | US Tyrosse            | 2015            | -              | oui           |
| Esava Delai           | Ailier                 | 7 septembre 1987  | Fidji                | -           | [ Note 6 ]            | 2015            | -              | -             |
| Jean-Matthieu Alcalde | Arrière                | 15 mai 1985       | France               | -           | ROC La Voulte Valence | 2014            | 2018           | -             |
| Nicolas Cachet        | Arrière                | 25 mars 1992      | France               | -           | AS Mâcon              | 2016            | 2017           | -             |
| Pierre Justes         | Arrière                | 28 avril 1994     | France               | -           | -                     | [ Note 7 ]      | -              | oui           |
| Martin Prat           | Arrière                | 25 août 1989      | France               | -           | Section paloise       | 2015            | -              | -             |

### Joueurs sous contrat espoir
| Nom                | Poste                | Date de naissance | Nationalité sportive | Statut int. | Club précédent | Arrivée au club | Fin de contrat | Formé au club |
| ------------------ | -------------------- | ----------------- | -------------------- | ----------- | -------------- | --------------- | -------------- | ------------- |
| Adrien Bau         | Demi d'ouverture     | 3 mars 1994       | France               | -           | Lyon OU        | 2015            | 2017           | -             |
| Olivier Klemenczak | Centre               | 1er juin 1996     | France               | -           | AS Soustons    | 2010            | -              | oui           |
| Filimo Taofifénua  | Troisième ligne aile | 15 octobre 1993   | France               | -           | USA Perpignan  | 2014            | -              | oui           |

### Joueurs du centre de formation

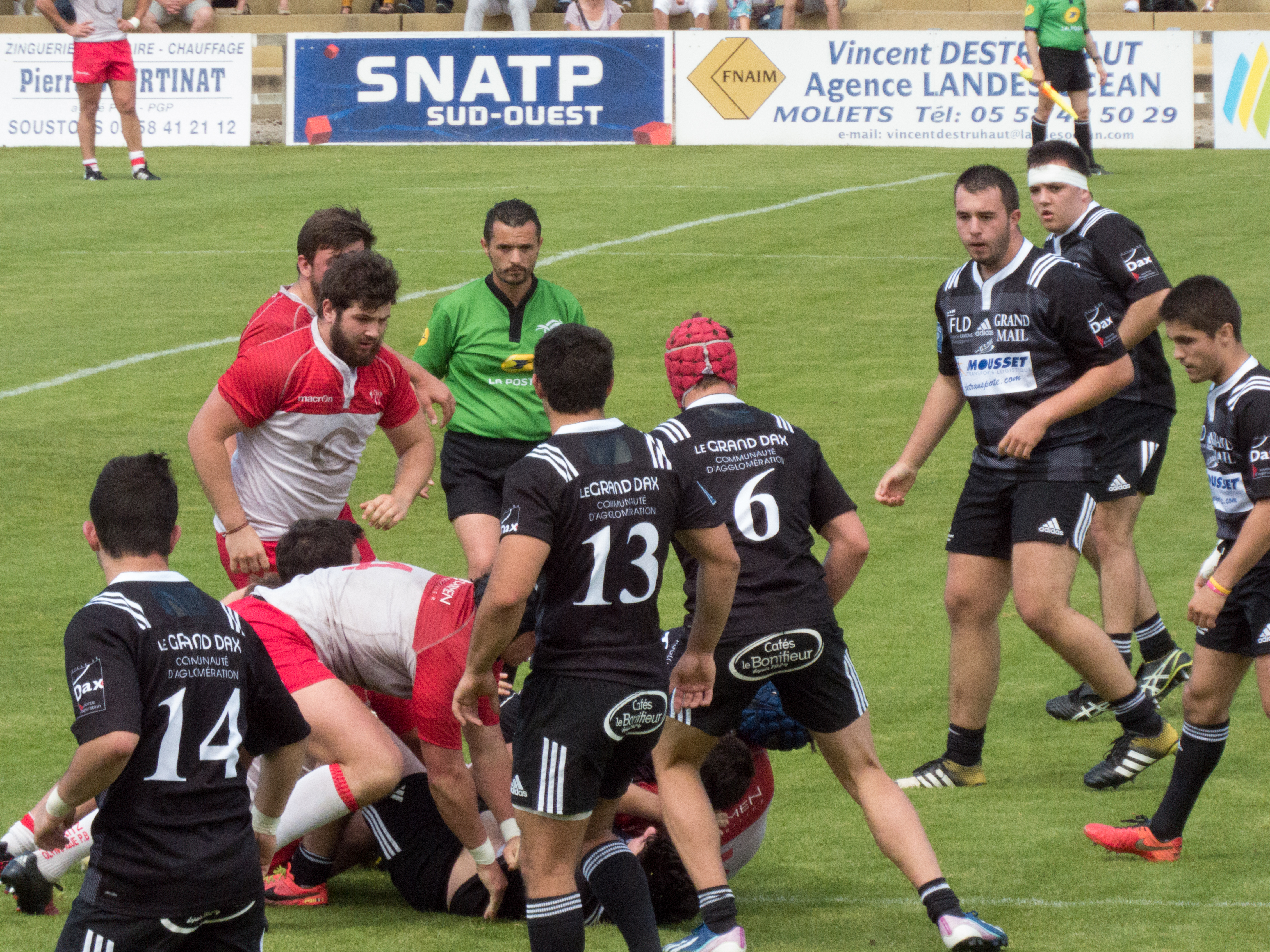
Demi-finale de la poule « play-down » entre les espoirs de l'US Dax et ceux du Biarritz olympique, le 21 5 2017.

La classe 2016-2017 du centre de formation tenu par Jérôme Daret compte 12 pensionnaires, dont un nouveau stagiaire. Le pilier Bertrand Perez quitte ainsi son club pour signer une convention de formation avec l'US Dax.
La structure de formation est cette saison évaluée 10e sur 13 de Pro D2 du classement des meilleurs centres de formation professionnels, publié par la LNR le 6 février 2018.
Ces résultats sont relevés sur les trois saisons précédentes : les résultats de la formation sportive représentent 50 %, le contenu et les résultats de la formation scolaire 40%, et la double qualification 10% de la note finale. Un fonds d'aide de 5 millions d'euros est réparti entre les clubs de Top 14 et de Pro D2 pour la saison à venir, suivant cette notation : l'US Dax bénéficiera ainsi d'une dotation de 145 000 euros.
| Nom               | Poste                | Date de naissance | Nationalité sportive | Statut int. | Club précédent        | Arrivée au club | Arrivée au CDF | Formé au club |
| ----------------- | -------------------- | ----------------- | -------------------- | ----------- | --------------------- | --------------- | -------------- | ------------- |
| Bertrand Perez    | Pilier               | 11 septembre 1994 | France               | -           | Aviron bayonnais      | 2016            | 2016           | -             |
| Romain Maurice    | Pilier               | 23 juin 1994      | France               | -           | Union Bordeaux Bègles | 2015            | 2015           | oui           |
| Romain Pouyleau   | Pilier               | 26 mars 1996      | France               | -           | US Orthez             | 2015            | 2015           | oui           |
| Théo Sentucq      | Deuxième ligne       | 30 mai 1997       | France               | -           | UA Mimizan            | 2014            | 2015           | oui           |
| Pierre Huguet     | Troisième ligne aile | 5 novembre 1995   | France               | -           | US Tours              | -               | 2015           | oui           |
| Vladimir Susler   | Troisième ligne aile | 24 septembre 1994 | France               | -           | Lyon OU               | 2015            | 2015           | oui           |
| Simon Garrouteigt | Demi de mêlée        | 7 mai 1996        | France               | -           | -                     | -               | 2015           | oui           |
| Sylvère Reteau    | Demi de mêlée        | 6 novembre 1997   | France               | -           | -                     | -               | 2015           | oui           |
| Thomas Curutchet  | Demi d'ouverture     | 26 juin 1995      | France               | -           | Aviron bayonnais      | 2014            | 2015           | oui           |
| Gaëtan Robert     | Demi d'ouverture     | 13 juillet 1997   | France               | -           | Rugby Castets Linxe   | 2014            | 2015           | oui           |
| Guillaume Mathy   | Centre               | 1er juillet 1995  | France               | -           | -                     | -               | 2015           | oui           |
| Clément Lavenant  | Ailier               | 15 juillet 1995   | France               | -           | Aviron bayonnais      | 2014            | 2015           | oui           |

### Statistiques individuelles
Le joueur le plus souvent utilisé de l'effectif est le deuxième ligne Thomas Ceyte, qui participe aux 30 rencontres officielles de la saison, totalisant respectivement 1 632 minutes sur le terrain. Si le demi d'ouverture Adrien Bau ne prend part qu'à 27 des confrontations, il accumule plus de temps de jeu que les autres joueurs, avec un total de 1 848 minutes.
Le buteur arrière Nicolas Cachet termine parmi les meilleurs réalisateurs du championnat avec 188 points à son actif (dont un essai, soit 183 points au pied).
En ce qui concerne les meilleurs marqueurs d'essais du club, c'est l'ailier Sakiusa Bureitakiyaca qui tient la première place au club, ainsi que la sixième ex-aequo du championnat, grâce à neuf essais marqués. Il est talonné par le demi de mêlée Arnaud Pic avec huit essais, classé huitième ex-aequo du championnat.

### Joueurs en sélection nationale

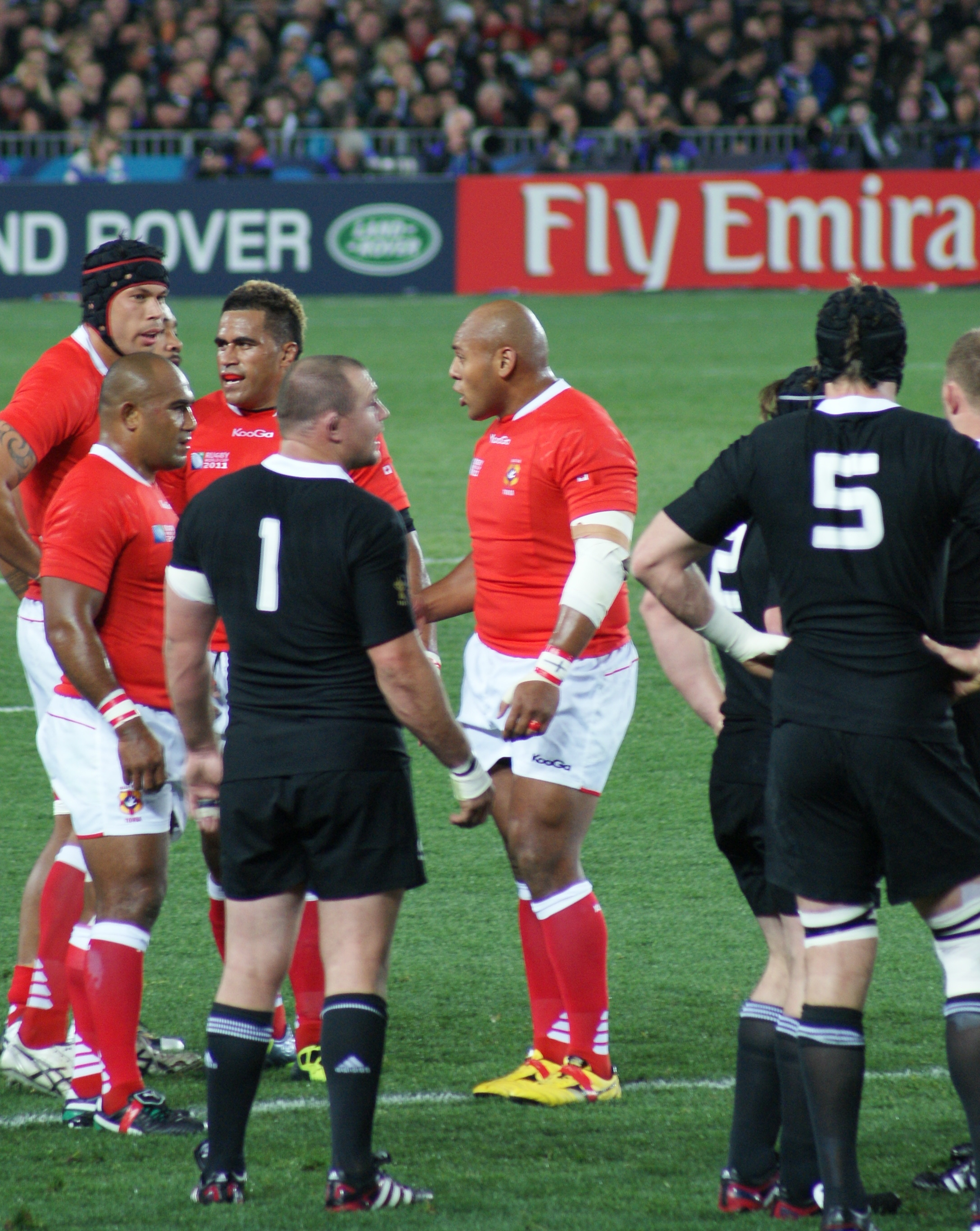
Joseph Tu'ineau, ici sous le maillot des Tonga en 2011 (à g. en ar.-p.).

Joseph Tu'ineau est sélectionné au mois d'octobre dans le groupe de 30 joueurs destiné à représenter les Tonga dans le cadre de leur tournée automnale en Europe. Tu'ineau est alors le membre le plus âgé de la sélection. Paea Fa'anunu est appelé quelques semaines plus tard à intégrer un groupe remanié, après le départ de plusieurs joueurs pour des raisons médicales ou sportives.
Pour le premier match des 'Ikale Tahi disputé à Madrid contre l'Espagne, Tu'ineau est titularisé alors que Paea Fa'anunu reste sur le banc des remplaçants pendant la partie, ; la rencontre s'achève sur une victoire 13-28 des Tongiens. Les deuxième et troisième matchs, respectivement disputés sur terrain neutre mais toujours en Espagne, cette fois au stade d'Anoeta de Saint-Sébastien contre les États-Unis, puis chez la sélection italienne au stadio Euganeo de Padoue, se finissent également sur une victoire tongienne, 20 à 17 puis 17 à 19, où Tu'ineau est toujours titularisé et Fa'anunu entre en cours de partie,. Au terme de la saison, Tu'ineau fait partie du groupe tongien pour disputer les matchs du mois de juin ; néanmoins, il ne prend part à aucune rencontre à la suite d'une blessure.
Gaëtan Robert, stagiaire du centre de formation, est appelé dans le groupe de l'équipe de France « développement » de rugby à sept pour disputer le tournoi Centrale Sevens en mai 2017.

## Aspects juridiques et économiques

### Structure juridique et organigramme
En 2016-2017, l'équipe professionnelle est gérée par la SASP US Dax rugby Landes, entreprise déclarée le 3 juillet 1998 et présidée depuis l'été 2016 par Philippe Celhay. La SASP est liée par le biais d'une convention à l'association loi de 1901 US Dax rugby, déclarée le 31 juillet 1997 et présidée par François Gachet, structure qui regroupe le centre de formation et les équipes amateurs.
| Direction | Administratif | Sportif |
| --- | --- | --- |
| - Directoire : - Président : Philippe Celhay - Membres : Gilbert Ponteins, Bernard Trémont - Conseil de surveillance : - Président : Philippe Jacquemain - Membres : Jean-Pierre Bastiat, Jean-Louis Bérot, Bruno Cazalis - Représentant de l'association : François Gachet - Conseil d'orientation : - Membres : Philippe Darrigade, Jean-Claude Delineau, Claude Dufau, Jean-Jacques Pradere | - Directeur administratif et financier : Jean-Marc Degos - Chargé des finances : Michel Larrouquis - Responsables partenariat : Fabien Bourry, Clémence Azcue-Lafargue - Responsable communication : Clémence Azcue-Lafargue - Responsable billetterie : Karine Schoonjans - Boutique : Marion Haage - Comptabilité : Josiane Senjean - Accueil et secrétariat : Catherine Hontang, Catherine Magne-Prax | - Directeur sportif : Jérôme Daret - Entraîneurs : Raphaël Saint-André, Patrick Furet - Préparateurs physiques : Yann Pradel, Cédric Moulet - Directeur du centre de formation : Jérôme Daret - Responsable sportif du centre de formation : Renaud Dulin |

### Éléments comptables
Le budget prévisionnel de l'US Dax est de 4,336 millions d'euros au 30 octobre 2016.
La masse budgétaire officielle s'élève à 4,497 millions d'euros au 30 juin 2017, soit la onzième du championnat. Elle inclut une part de 1,580 million d'euros affectée aux salaires des joueurs, ce qui représente la quatorzième masse salariale.
La Ligue nationale de rugby reverse cette saison un total de 1 559 000 euros à l'US Dax : la totalité provient des droits télévisés et de marketing au titre du New Deal.

### Tenues, équipementiers et sponsors
L'US Dax est équipée par la marque allemande Adidas depuis 2012, dans la continuité du premier partenariat de trois ans signé avec l'intermédiaire du groupe Intersport.
L'équipe évolue pendant l'ensemble des rencontres de la phase aller avec les jeux de maillots des saisons précédentes : elle utilise principalement l'ensemble entièrement rouge provenant de la saison 2015-2016, puis en tant que tenue alternative pour plusieurs matchs à l'extérieur le maillot noir aux manches grises utilisé depuis la saison 2014-2015.
Les maillots dessinés pour cette saison 2016-2017 sont dévoilés tardivement au mois de décembre. La tenue à domicile s'inspire du design de la saison précédente avec un maillot rouge comportant deux bandes blanches épaisses et horizontales. Le maillot alternatif de couleur noire présente sur l'avant un motif blanc de type tartan qui donne une composition noire et grise. Le maillot noir est porté lors de la 23e journée pour la première fois, tandis que le maillot rouge est, le week-end suivant, inauguré.
L'opération de « sponsoring participatif » est reconduite au mois de mars, proposant de mettre à disposition un espace publicitaire sur le maillot des joueurs, dans le bas du dos, lors des deux dernières journées du championnat, soit pour le derby landais à domicile puis le déplacement chez le Stade aurillacois. L'organisme choisi est tiré au sort parmi ceux ayant apporté une contribution de 300 euros au club, 10 % de cette somme étant alors reversée à une école de rugby de son choix. Cette initiative du club rouge et blanc, née pour la première fois lors de la saison 2013-2014, est alors reconduite pour la troisième fois.

## Affluence et couverture médiatique

### Retransmissions télévisées

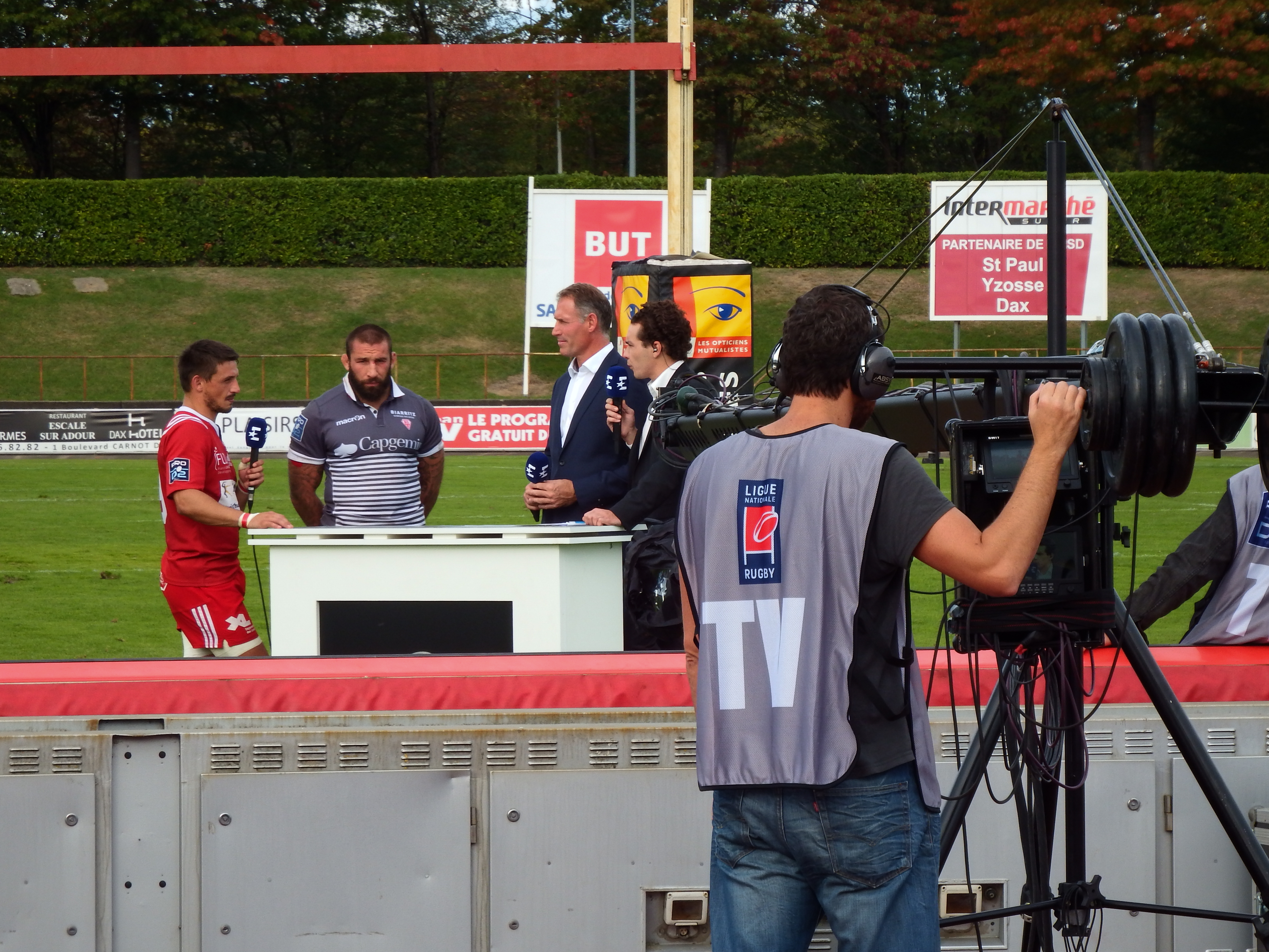
Tournage de l'émission Au contact pour Eurosport 2, sur le bord du stade Maurice-Boyau après la rencontre entre l'US Dax et le Biarritz olympique.

À partir de la saison 2015-2016 et jusqu'en 2019-2020, les droits télévisuels de la Pro D2 sont redistribués entre Eurosport, Canal+ Sport et France 3, pour une plus grande couverture médiatique. La grille des programmes de la saison 2016-2017 est légèrement adaptée par rapport à la précédente, retardant les rencontres plus tardivement dans la soirée. Ainsi, le match d'ouverture de chaque journée est retransmis en direct par Canal+ Sport à 20 h 45, alors que le groupe Eurosport diffuse également en direct sur sa chaîne Eurosport 2 le match de clôture du dimanche à 14 h 25 ainsi qu'un match du vendredi soir décalé entre 20 h 30 et 20 h 45. L'ensemble des autres matchs non-décalés du vendredi soir, à 20 h, sont proposés en streaming sur les serveurs d'Eurosport, l'Eurosport Player. Le match du dimanche après-midi est également, à huit reprises durant la saison, co-diffusé par les antennes régionales de France 3,.
Suivant cette grille de diffusion, plusieurs matchs de l'US Dax sont retransmis en direct. Dans le cadre des 2e et 3e journées, le derby landais joué sur le terrain du Stade montois ainsi que le déplacement chez l'USA Perpignan sont successivement retransmis par Eurosport 2. Elle diffuse à nouveau deux rencontres successives de l'US Dax quelques semaines plus tard, avec la réception du Biarritz olympique et le déplacement chez Colomiers rugby, respectivement jouées pour les 8e et 9e journées ; le match de la 9e journée est également retransmis en parallèle par les antennes Aquitaine, Languedoc-Roussillon et Midi-Pyrénées de France 3. La chaîne Canal+ Sport diffuse ensuite le match à domicile joué contre le SU Agen pour le compte de la 12e journée. Pour l'ouverture de la phase retour du championnat, le déplacement de l'US Dax chez le Biarritz olympique est couvert le vendredi soir par Eurosport, ainsi que celui chez le SU Agen pour la 24e journée. La 30e et dernière journée est quant à elle diffusée en multiplex par Eurosport 2, couvrant entre autres le déplacement chez le Stade aurillacois.

## Extra-sportif

### Stade
Le 13 juillet 2017, la Ligue nationale de rugby annonce le résultat de sa procédure d'évaluation des pelouses de stades occupés par des clubs professionnels, en vigueur depuis la saison 2015-2016, à la suite de deux audits réalisés à l'automne 2016 et au printemps 2017. Suivant trois critères qui sont l'aspect esthétique général, la qualité de l'infrastructure et l'agronomie, la pelouse du stade Maurice-Boyau est ainsi classée 10e sur 29, derrière celle du stade Marcel-Michelin obtenant la meilleure évaluation.

### Mascotte

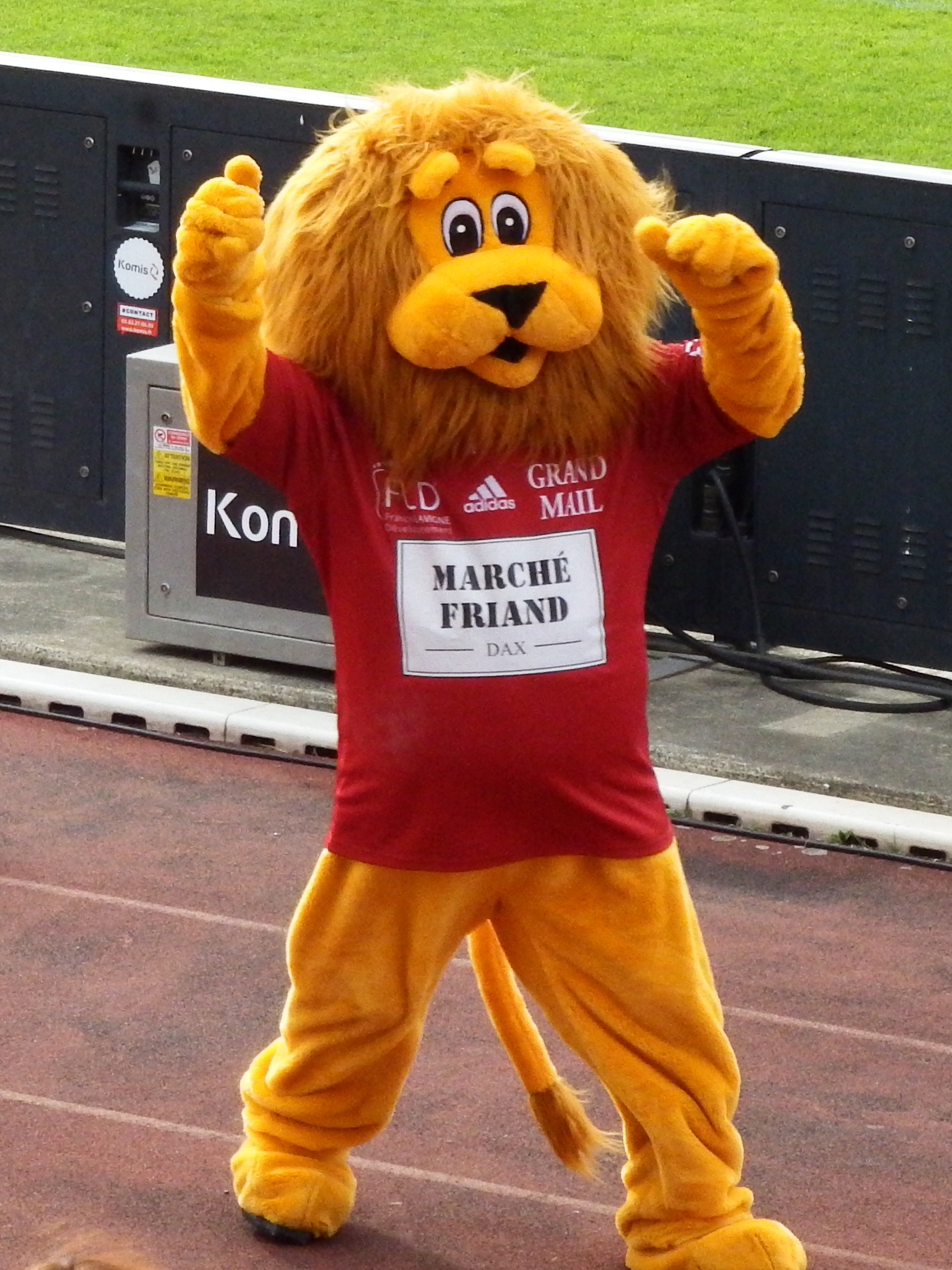
Akae, autour du terrain du stade Maurice-Boyau, lors d'un des matchs à domicile de l'US Dax.

L'US Dax présente sa nouvelle mascotte officiant pour cette nouvelle saison le 25 août 2016, soit la veille de la reprise du championnat. Dénommée Akae, elle représente un lion portant le maillot du club. Son identité fait référence à la ville de Dax : alors que le choix de l'animal fait référence aux armoiries, son nom est tiré de son nom antique, Aquae Tarbellicae. Le choix de la nouvelle mascotte est lié à l'ancien « supporteur officiel » de l'US Dax, étant identique à celle ayant officié jusqu'au début des années 2000. En l'absence d'une mascotte « humaine », le rôle était officieusement tenu depuis l'été 2013 par Torito, peluche à l'effigie d'un taureau qui « conduit » une voiture radiocommandée rouge et blanche et apporte le tee aux buteurs dacquois avant chaque tentative de pénalité.

### Décès
Roger Ducournau meurt le 10 octobre 2016 à l'âge de 96 ans. Après avoir porté le maillot de l'US Dax puis contribué à créer son école de rugby, il entraîne l'équipe première de 1950 à 1958, atteignant la finale du championnat de France en 1956.
Claude Darbos meurt le 7 novembre 2016, à l'âge de 80 ans. Il porte pendant sa carrière les couleurs de l'US Dax, disputant la finale du championnat de France à deux reprises en 1961 et 1963. Il exerce également les fonctions d'entraîneurs auprès de l'école de rugby du club.

### Hymne
Au début de cette nouvelle saison, les instances du club annoncent leur volonté d'adopter un hymne via un appel à propositions. Quatre d'entre elles sont retenues pour le tour final de sélection : les Celt'Hickers et le Cercle choral dacquois avec leur version corrigée de Dirty Old Town, Michel Etcheverry et sa version inspirée du thème musical Il Mucchio Selvaggio d'Ennio Morricone du film Mon nom est Personne, une chanson du groupe Tram System originaire de Biscarrosse, ainsi que le chant du club de supporteurs Allezdax.com d'après l'air de Dios te salve María,,.
À l'issue d'un vote ouvert au public via différentes plateformes, du 11 au 14 octobre, le premier de ces hymnes est sélectionné par le club comme hymne principal.